# 南部の反逆者
『南部の反逆者』（なんぶのはんぎゃくしゃ、Band of Angels）は、1957年のアメリカ合衆国の映画。監督はラオール・ウォルシュ。出演はクラーク・ゲーブル、イヴォンヌ・デ・カーロ、シドニー・ポワチエなど。ロバート・ペン・ウォーレンの小説『天使の群（原題：Band of Angels）』を原作とし、南北戦争と奴隷問題を背景に恋愛を描いた作品。

## キャスト
| 役名                         | 俳優                             | 日本語吹替                                 |
| 役名                         | 俳優                             | 東京12ch版                                 |
| ---------------------------- | -------------------------------- | ------------------------------------------ |
| ヘイミッシュ・ボンド         | クラーク・ゲーブル               | 納谷悟朗                                   |
| アマンサ（マンティ）・スター | イヴォンヌ・デ・カーロ           | 小原乃梨子                                 |
| ラウル・ポンセ・デ・レオン   | シドニー・ポワチエ               | 田中信夫                                   |
| イーサン・シアーズ中尉       | エフレム・ジンバリスト・ジュニア | 中田浩二                                   |
| セス・パートン               | レックス・リーズン               | 村越伊知郎                                 |
| チャールズ・デ・マリニー     | パトリック・ノウルズ             |                                            |
| キャナヴァン船長             | トリン・サッチャー               |                                            |
| キャロウェイ                 | レイ・ティール                   | 杉田俊也                                   |
| モートン夫人                 | アン・ドラン                     | 沢田敏子                                   |
| エアロン・スター             | ウィリアム・フォレスト           | 緑川稔                                     |
| 不明 その他                  | N/A                              | 田中康郎 峰恵研 仲木隆司 石森達幸 矢田耕司 |
| 日本語版スタッフ             |                                  |                                            |
| 演出                         | 演出                             | 春日正伸                                   |
| 翻訳                         | 翻訳                             | 井場洋子                                   |
| 効果                         |                                  |                                            |
| 調整                         |                                  |                                            |
| 制作                         | 制作                             | 東北新社                                   |
| 解説                         | 解説                             | N/A                                        |
| 初回放送                     | 初回放送                         | 1969年4月3日 『木曜洋画劇場』              |

## 作品の評価
Rotten Tomatoesによれば、5件の評論のうち高評価は40%にあたる2件で、平均点は10点満点中5.1点となっている。